# Коробенка
Коробенка — река в России, протекает в Бологовском районе Тверской области. Устье реки находится в 76 км по левому берегу реки Березайка у деревни Анисимово. Длина реки составляет 18 км, площадь водосборного бассейна 93,4 км².
На берегу реки стоит деревня Булдаково Валдайского сельского поселения (у истока) и деревня Анисимово Березайского сельского поселения (у устья).

## Данные водного реестра
По данным государственного водного реестра России относится к Балтийскому бассейновому округу, водохозяйственный участок реки — Мста без реки Шлина от истока до Вышневолоцкого г/у, речной подбассейн реки — Волхов. Относится к речному бассейну реки Нева (включая бассейны рек Онежского и Ладожского озера).
Код объекта в государственном водном реестре — 01040200212102000020278.